# Deltocephalinae
Los deltocefalinos (Deltocephalinae) son una subfamilia de hemípteros auquenorrincos de la familia Cicadellidae. Más de 6600 especies en alrededor de 900 géneros en 38 tribus.
Muchas especies transmiten patógenos de importancia para la agricultura.

## Algunas tribus
- Acinopterini - Athysanini - Cerrillini - Chiasmini - Chiasmusini - Cicadulini - Deltocephalini - Goniagnathini - Hecalini - Krisnini - Luheriini - Macrostelini - Opsiini - Paralimnini - Platymetopini - Scaphoideini - Scaphytopiini - Stenometopiini[3]

## Algunos géneros
- Acinopterus
- Allygianus
- Allygus
- Amblysellus
- Amplicephalus
- Anoplotettix
- Atanus
- Athysanus
- Balclutha
- Ballana
- Bandara
- Chlorotettix
- Cicadula
- Cochlorhinus
- Colladonus
- Deltanus
- Deltocephalus
- Diplocolenus
- Doratura
- Dorydiella
- Elymana
- Endria
- Euscelis
- Eutettix
- Exitianus
- Fieberiella
- Flexamia
- Giprus
- Gloridonus
- Graminella
- Grypotes
- Hecalus
- Hecullus
- Idiodonus
- Japananus
- Koebelia
- Laevicephalus
- Latalus
- Limotettix
- Lycoides
- Macrosteles
- Memnonia
- Menosoma
- Mesamia
- Neoaliturus
- Neohecalus
- Nephotettix
- Norvellina
- Opsius
- Orientus
- Osbornellus
- Paramesus
- Paramelia Evans 1954
- Paraphlepsius
- Pasaremus
- Pendarus
- Penthimia
- Polyamia
- Prescottia
- Psammotettix
- Sanctanus
- Scaphoideus
- Scaphytopius
- Sobara
- Sorhoanus
- Spangbergiella
- Stirellus
- Synophropis
- Tetramelasma Stiller, 2011[4]
- Texananus
- Thamnotettix
- Twiningia